# Série 1960 da CP

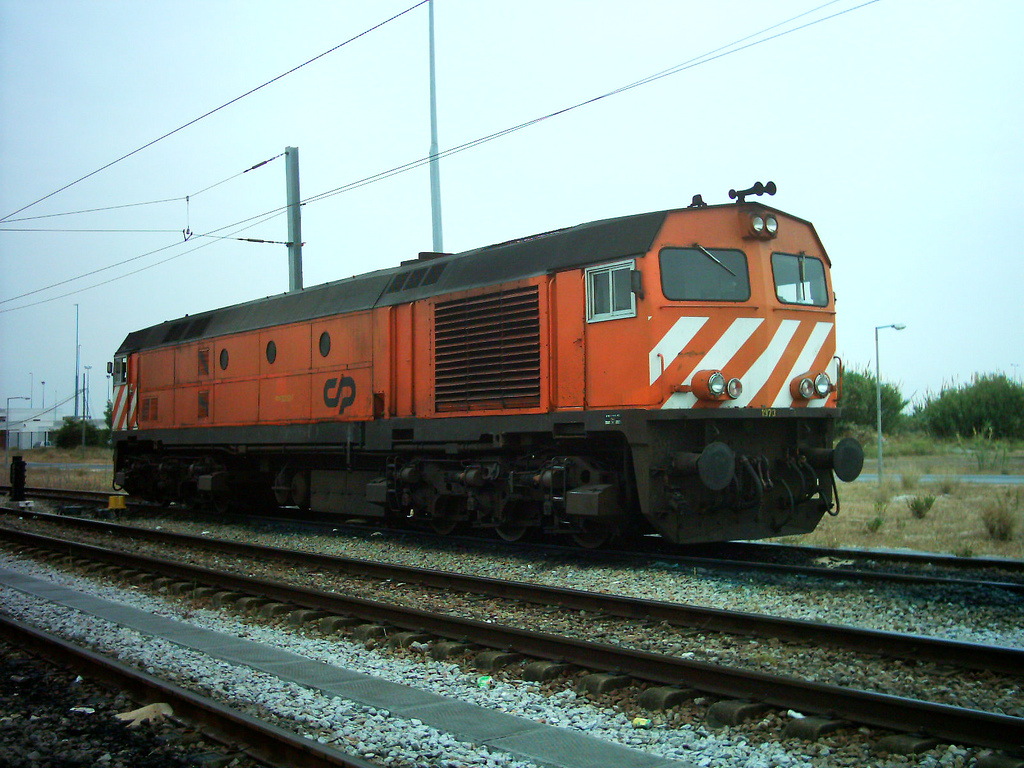
Locomotiva n.º 1973, parqueada na Bobadela, em 2007.

A Série 1960 (1961-1973), igualmente conhecida como Bombardeiras, em alusão à sua origem, é um tipo de locomotiva, introduzida pela empresa Caminhos de Ferro Portugueses em 1979.

## História
Esta série foi encomendada pela operadora Caminhos de Ferro Portugueses à firma canadiana Bombardier - Montreal Locomotive Works, por um preço global, incluindo peças sobressalentes, de 12.134.879 dólares canadienses. A encomenda original era de 43 unidades, sendo as primeiras treze fabricadas pela própria Bombardier, enquanto que as trinta locomotivas restantes seriam fabricadas em Portugal, pelo conglomerado Sociedades Reunidas de Fabricações Metálicas, em cooperação com a Alsthom. No entanto, só as primeiras treze locomotivas foram fornecidas, tendo sido fabricadas em 1979, e entrado ao serviço no primeiro semestre do mesmo ano. Após a sua introdução, passaram a ser as locomotivas mais potentes da frota dos Caminhos de Ferro Portugueses, destronando a Série 1800.

## Descrição

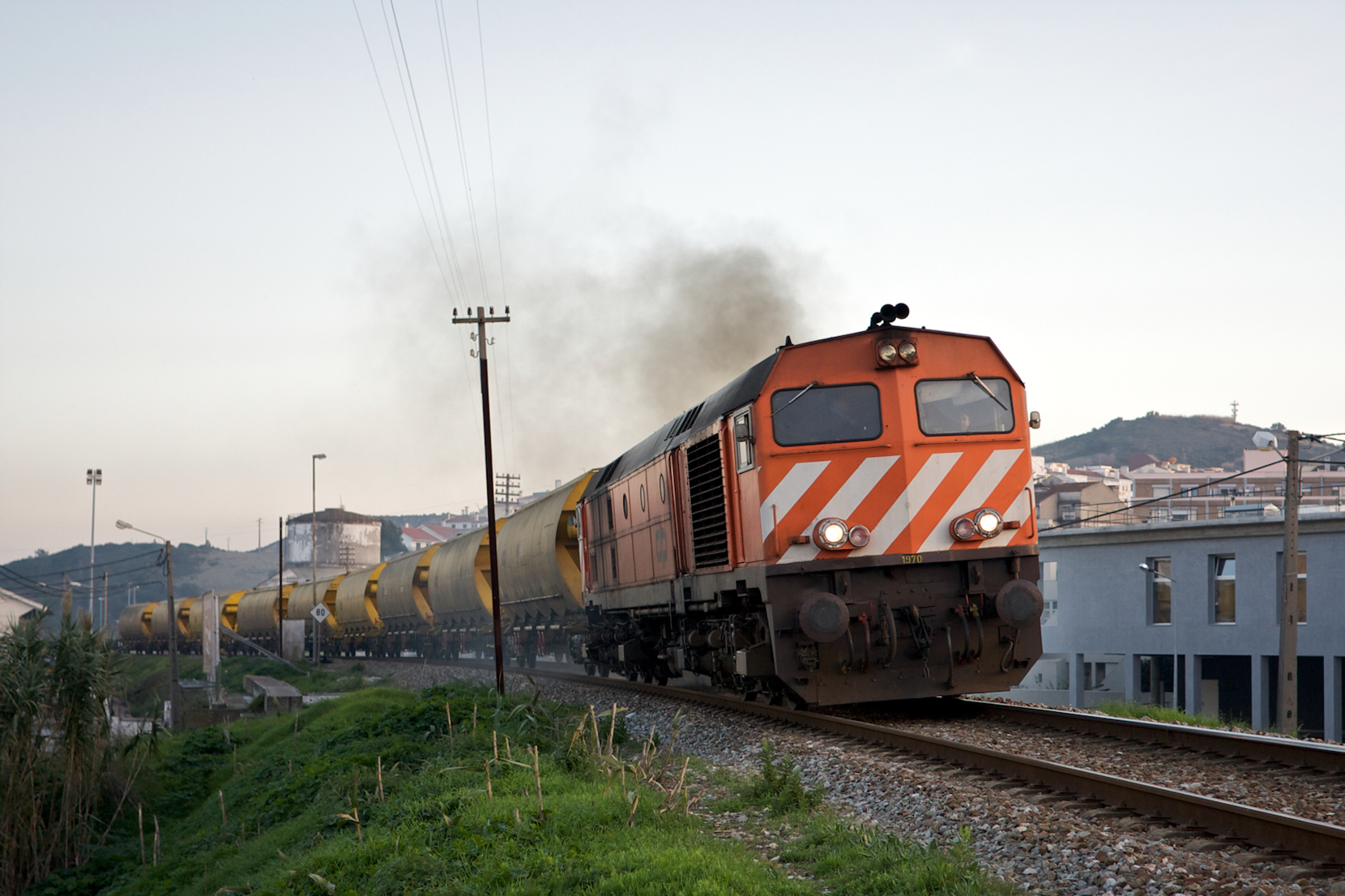
Locomotiva n.º1970, rebocando vagões de ração pecuária junto a Torres Vedras, em 2010.

Esta série era composta por treze locomotivas de linha, do tipo MXS 627 da Bombardier, com a numeração de 1961 a 1973. Foram as mais compridas locomotivas ao serviço da CP. Podem atingir uma velocidade máxima de 120 km/h. Estão equipadas com engates automáticos centrais, de forma a poderem rebocar os comboios de combustível a partir do Porto de Sines. Os rodados são de bitola ibérica, apresentando uma disposição Co' Co'. As rodas, quando novas, têm um diâmetro de 1016 mm. O esforço de tracção, no arranque, é de 45000 kg ou 450 kN. O peso em ordem de marcha é de 121 T. Cada locomotiva possui seis motores de tracção, do tipo CGE-785 PA 1, de corrente contínua, fabricados pela General Electric. Também existia um motor a gasóleo em cada veículo, do tipo 251 E, fabricado pela  American Locomotive Company.
Cada unidade conta com um alternador principal, do tipo GTA - 17 PC 1, fabricado pela General Electric. A transmissão é eléctrica. Podem fornecer energia para os equipamentos de ar condicionado nas carruagens.

### Manutenção e serviços operacionais
Na altura da sua entrada em serviço, estava previsto que iriam rebocar os comboios internacionais na Linha da Beira Alta, e que poderiam ser utilizadas em comboios-bloco nas linhas férreas preparadas para um peso de vinte toneladas por eixo.
Apesar da sua manutenção ter sido realizada nas instalações do Grupo Oficinal do Barreiro, a sua área de operação cingiu-se, principalmente, às regiões centro e Norte do país. Por exemplo, assegurou os serviços de mercadorias ao longo da Linha do Oeste até Lisboa, uma composição internacional até à Pampilhosa, com vagões da operadora Red Nacional de Ferrocarriles Españoles, e o transporte de automóveis de Setúbal para Vilar Formoso. Em termos de transporte de passageiros, assegurou, entre outras ligações, os serviços Regionais entre Vilar Formoso e Guarda. Na Linha da Beira Alta, substituíram as locomotivas da Série 1800.
Em 2017, já só restavam, já ao serviço da Medway, as locomotiva nº 1962, 1963, 1964 e 1973 no ativo, tracionando diversos comboios de mercadorias tanto na Linha do Oeste como na Linha do Norte. Em dezembro de 2021, a n.º 1963 encostou definitivamente, após ter esgotado o seu potencial quilométrico. Anteriormente, a n.º 1973 tinha sido encostada por acidente. 
Em setembro de 2022 a nº 1962 foi encostada após ter esgotado o potencial quilométrico.[carece de fontes?]
Atualmente, encontra-se uma locomotiva no ativo, sendo ela a n.º 1964.

### Modelismo
Em 2004, um modelo de uma locomotiva desta série, fabricado pela empresa Norbrass, foi considerada pela revista especializada alemã Eisenbahn Magazin como um dos dez melhores modelos desse ano.

## Ficha técnica
- Ano de entrada ao serviço: 1979[4][5]
- Fim do serviço: 2012[4]

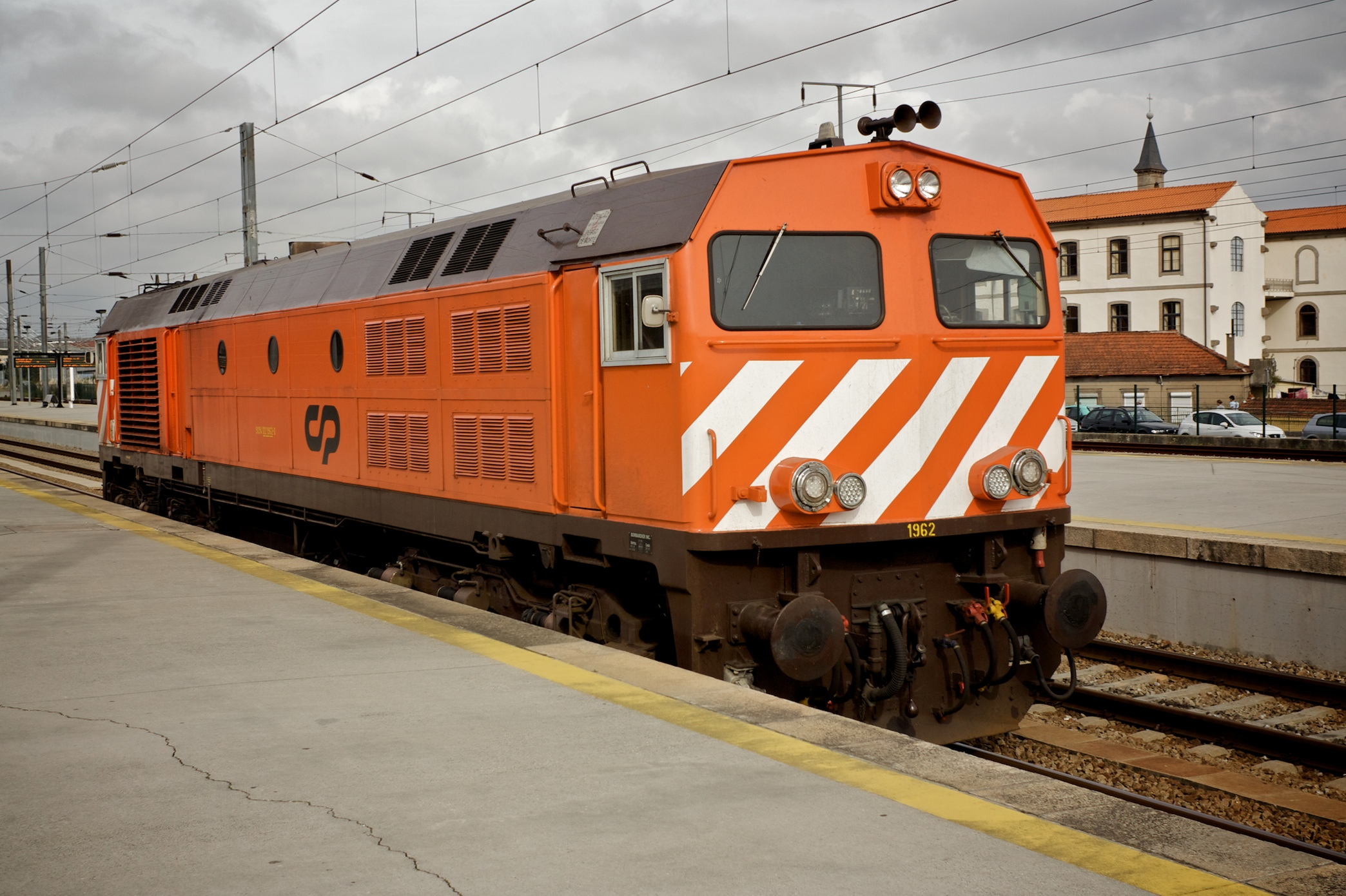
Locomotiva n.º 1962 na Estação de Campanhã, em 2009.

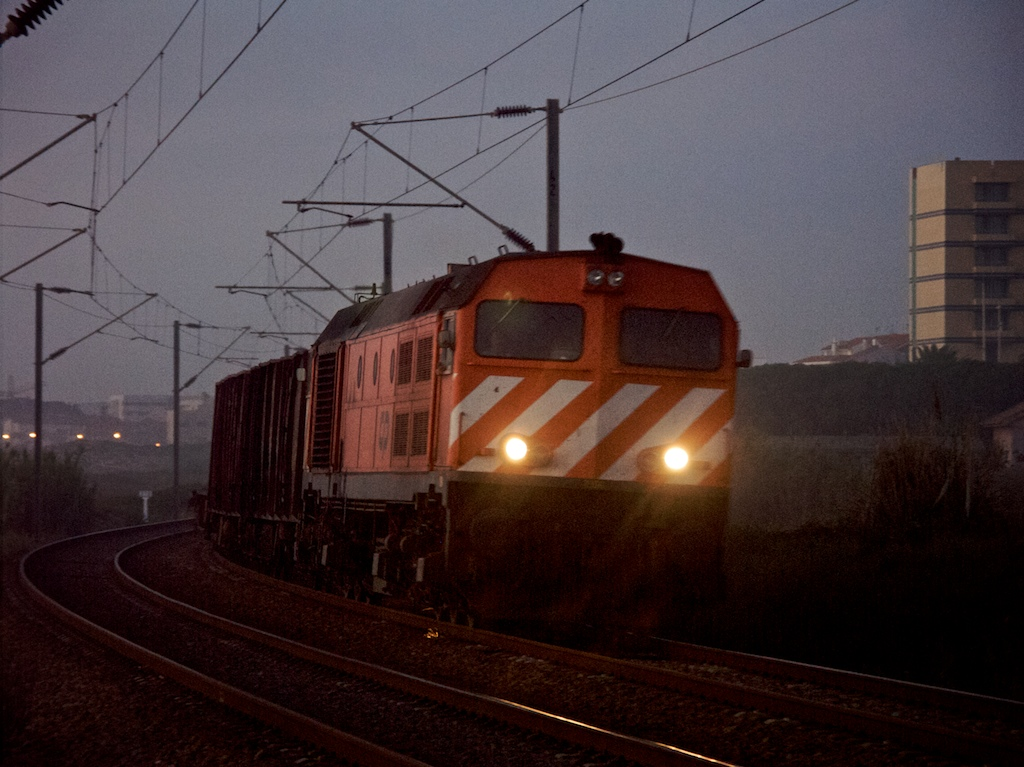
Locomotiva n.º 1966, rebocando vagões de mercadorias junto à Granja, em 2008.

- Número de unidades construídas: 13 (1961-1973)[4][5]
- Velocidade Máxima: 120 km/h[5]
- Fabricante: Bombardier[4][5]
- Bitola de Via: 1668 milímetros[5]
- Disposição dos Rodados: Co' Co'[4]
- Transmissão (tipo): Eléctrica[5]
- Tipo da locomotiva (construtor): MXS-627[5]
- Diâmetro das rodas (novas): 1016 mm[5]
- Potência nominal (rodas): 1655 / 1435 kW[5]
- Motores de tracção:
  - Numero: 6[5]
  - Fabricante: General Electric[5]
  - Tipo de corrente: Contínua[5]
  - Tipo: CGE-785 PA 1[5]
- Motor diesel:
  - Combustível: Gasóleo (diesel)[4]
  - Numero: 1[5]
  - Fabricante: American Locomotive Company[5]
  - Tipo: 251 E[5]
- Alternador principal:
  - Número: 1[5]
  - Fabricante: General Electric[5]
  - Tipo: GTA - 17 PC 1[5]
- Esforço de tracção:
  - No arranque: 45000 kg / 450 kN[4]
- Pesos (total) (T):
  - Peso em ordem de marcha: 121,0[5]

### Lista de material
| :  | qt. | estado               |
| -- | --- | -------------------- |
| ⏩︎ | 1   | vendida, em Portugal |
| ⛛︎  | 11  | abatidas             |
| ✖︎  | 1   | demolida             |
| 13 | 13  | (total)              |

| №    | :  | a           | observações                                                 |
| ---- | -- | ----------- | ----------------------------------------------------------- |
| 1961 | ✖︎  | 1985        | Demolida na sequência do acidente de Alcafache.             |
| 1962 | ⛛︎  | 2022.09     | Vendida à Medway. Encostada no Entroncamento                |
| 1963 | ⛛︎  | 2021.12     | Vendida à Medway. Encostada no Entroncamento.               |
| 1964 | ⏩︎ | [ quando? ] | Vendida à Medway. Única em serviço.                         |
| 1965 | ⛛︎  | [ quando? ] | Encostada em Contumil.                                      |
| 1966 | ⛛︎  | [ quando? ] | Encostada em Contumil.                                      |
| 1967 | ⛛︎  | [ quando? ] | Encostada em Contumil.                                      |
| 1968 | ⛛︎  | [ quando? ] | Encostada em Contumil.                                      |
| 1969 | ⛛︎  | [ quando? ] | Encostada em Contumil.                                      |
| 1970 | ⛛︎  | [ quando? ] | Encostada em Contumil.                                      |
| 1971 | ⛛︎  | [ quando? ] | Encostada em Contumil; danificada.                          |
| 1972 | ⛛︎  | [ quando? ] | Encostada em Contumil.                                      |
| 1973 | ⛛︎  | [ quando? ] | Vendida à Medway. Encostada no Entroncamento após acidente. |